# Rikstolvan

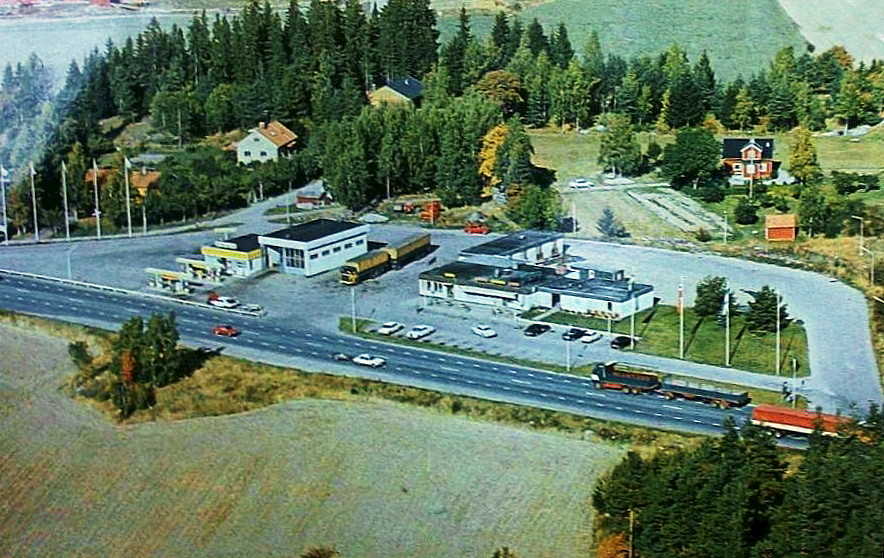
Sävsta motell vid dåvarande Rikstolvan utanför Enköping.

Rikstolvan, eller mer korrekt Riksväg 12, gick mellan Stockholm och Mora till 1962. Sträckningen motsvaras av Europaväg 18 (E18) mellan Stockholm och Enköping samt Riksväg 70 mellan Enköping och Mora.
Från 1962 till 1992 var vägen Malmö–Simrishamn känd som Rikstolvan, Riksväg 12. Stora delar av denna väg motsvaras idag av Riksväg 11.